# Yacimiento icnológico de Vizcota
El yacimiento icnológico de Vizcota está localizado en el término municipal de Alpuente (provincia de Valencia, España) y corresponde al cretácico inferior.

## Descripción
Una única estructura circular de unos 50 cm de diámetro, atribuible a la pisada de un dinosaurio saurópodo (impresión del pie). La icnita presenta un anillo externo formado por deformación plástica del sedimento original. La icnita se localiza sobre el techo de un canal de arenisca que presenta grietas de retracción. Forma parte de una alternancia de arenas y arcillas rojas y grises. Las areniscas se disponen según cuerpos discretos de geometría canaliforme. Corresponden a un medio ambiente fluviodeltaico.

## Estado de conservación
- Sustrato: la icnita se encuentra sobre el techo de un canal de arenisca, algo diaclasado, parcialmente cubierto de gravas, y sobre el que se ha desarrollado una incipiente vegetación.
- Icnitas: la icnita se encuentra bien conservada. La oquedad que constituye la huella se encuentra parcialmente rellena por depósitos de arenas y gravas.